# آتاری ۸-بیت
خانواده آتاری ۸-بیت (به انگلیسی: Atari 8-bit family) یک سری از رایانه‌های خانگی ۸-بیتی می‌باشد که در سال ۱۹۷۹ توسط آتاری معرفی و تا سال ۱۹۹۲ تولید گردید. سی پی یو تمام مدل‌های این خانواده بر پایه تراشه ام‌اواس ۶۵۰۲ و در سرعت ۱٫۷۹ مگاهرتز می‌باشند. سری آتاری ۸-بیت اولین رایانه خانگی است که از کمک پردازنده‌های سفارشی استفاده کرد. این ساختار به طراحان آتاری اجازه می‌داد اقدام به تولید رایانه‌هایی کنند که قابلیت‌های صوتی و گرافیکی آن از رایانه‌های هم عصر خود مانند اپل ۲ و کمودور پی ای تی، افزون تر بود. ضمن اینکه در زمینه بازی‌های ویدئویی این رایانه دارای یک کیلر اپلیکیشن معروف به نام Star Raiders بود. در آن زمان هیچ رایانه مشابه آتاری ۸-بیت (از نظر سخت افزار گرافیکی) تا سال ۱۹۸۲ و زمان معرفی کمودور ۶۴، وجود نداشت.
آتاری ۴۰۰ و آتاری ۸۰۰ اورجینال همراه با یک سری از ابزارهای جانبی «پلاگ اند پلی» عرضه شدند که از سیستم اختصاصی «سریال ورودی/خروجی آتاری» (که در واقع مدل بسیار ابتدایی و اولیه USB بود)، استفاده می‌کردند. به دلیل قوانین سخت گیرانه کمیسیون ارتباطات فدرال آمریکا در آن زمان، سیستم‌های آن دوران باید به وسیله یک پوشش آلومینیومی پوشانده می‌شدند که این باعث زمخت شدن شکل فیزیکی سیستم‌ها می‌شد که البته از نظر هزینه نیز گران بودند. بعد از حدود یک دهه مدل‌های اولیه با سری جدید XL و XE جایگزین شدند که البته دارای ساختار یکسان، اما از نظر فیزیکی سبک تر و ارزان تر بودند.
آتاری ۸-بیت در طول دوران تولید اصلی خود یعنی بین اواخر ۱۹۷۹ و اواسط ۱۹۸۵، حدود دو میلیون دستگاه به فروش رفت. آتاری ۸-بیت فقط در فروشگاه‌های اختصاصی رایانه به فروش نرفت، بلکه در خرده فروشی‌های بزرگی مانند سیرز نیز به نمایش درآمد و به وسیله آن‌ها اقدام به پخش دمو در داخل فروشگاه‌ها نمودند تا باعث جذب مشتریان شود. رقابت اصلی در سطح بازار جهان از سال ۱۹۸۲ شروع شد، زمانی که کمودور ۶۴ بهترین فروش در بین رایانه‌های ۸-بیتی آن زمان را داشت. آتاری در اوایل دهه ۹۰ میلادی بازار موفقی در اروپای شرقی پیدا کرد و توانست فروش رایانه‌های خود را احیا کند.
در ژانویه ۱۹۹۲ شرکت آتاری به‌طور رسمی هرگونه پشتیبانی از رایانه‌های باقی‌مانده ۸-بیتی خود را متوقف کرد.

## تاریخچه
طراحی سیستم‌های ۸-بیتی هنگامی در شرکت آتاری آغاز شد که کنسول بازی آتاری ۲۶۰۰ در اواخر سال ۱۹۷۷ میلادی وارد بازار شده بود. در هنگام طراحی کنسول آتاری ۲۶۰۰ در سال ۱۹۷۶، تیم مهندسی شرکت آتاری متوجه شد که عمر مفید این کنسول حدود سه سال خواهد بود، به همین دلیل شروع به طراحی یک کنسول نمودند تا در حدود سال ۱۹۷۹ آن را با آتاری ۲۶۰۰ جایگزین کنند. آنچه آن‌ها طراحی کرده بودند، یک ارتقاء خوب از آتاری ۲۶۰۰ بود که بسیاری از محدودیت‌های آن را برداشته بود. طرح جدید از آتاری ۲۶۰۰ سریعتر بود و گرافیک بهتری داشت، همچنین از سخت افزار صوتی بهتری هم بهره می‌برد. کار بر روی ساخت تراشه‌های سیستم جدید تا حدود سال ۱۹۷۸ طول کشید و تیم طراحی تراشه‌های ویدئویی جدیدی طراحی کردند به نام‌های ANTIC (مخفف انگلیسی: Alphanumeric Television Interface Controller) و CTIA (مخفف انگلیسی: Color Television Interface Adaptor)
در طول این تغییرات، عصر رایانه‌های خانگی با معرفی سه سیستم «تی آراس-۸۰»، کمودور پی ای تی و اپل ۲ وارد مرحله جدیدی شد. مجله بایت به این دوره لقب «سه گانه ۱۹۷۷» اعطا کرد. شرکت «وارنر کامیونیکیشن» در سال ۱۹۷۶ اقدام به خرید شرکت آتاری از نولان باشنل به مبلغ ۲۸ میلیون دلار کرد. در همین زمان «رِی کاسار» به عنوان مدیر عاملی شرکت آتاری رسید، او تصمیم گرفت برای مقابله با شرکت اپل، تراشه جدید طراحی شده را به جای کنسول، در رایانه خانگی جدیدی از شرکت آتاری استفاده نماید. برای این منظور این سیستم جدید نیاز به وسایل جانبی داشت که در صورت نیاز توسط کاربر به سیستم اضافه شود. همچنین وجود یک زبان برنامه‌نویسی بین‌المللی بیسیک برای این دستگاه لازم به نظر می‌رسید.
یکی دیگر از ملزومات تولید سیستم جدید، وجود گرافیک کاراکتر برای تراشه ANTIC بود. به همین دلیل یک کمک پردازنده جدید جهت تولید کاراکترها و گرافیک بیت مپ متداول آن روزها ساخته شد که بتواند حالت‌های مختلف گرافیکی با رنگ‌ها و رزولوشن‌های مختلف را پشتیبانی نماید. مانند سخت افزار ویدئویی آتاری ۲۶۰۰، تراشه CTIA طوری طراحی شده بود که بتواند اسپرایت‌ها و رنگ‌های مورد نیاز برای بستر گرافیکی ANTIC را فراهم کند. ANTIC و CTIA به‌طور هماهنگ برای تولید تصاویر خروجی سیستم، با هم کار می‌کردند.

### مدل‌های اولیه؛ آتاری ۴۰۰ و ۸۰۰

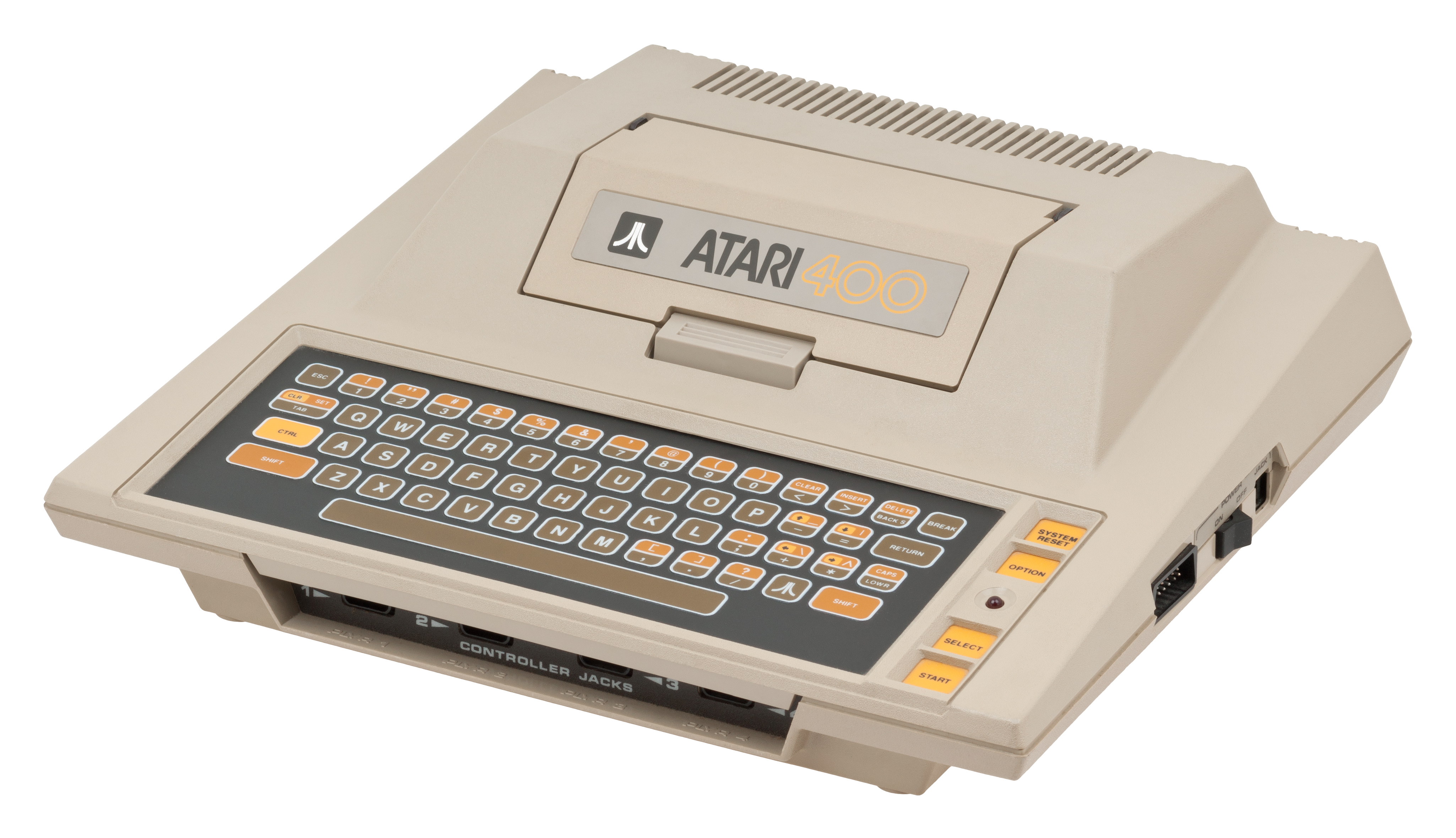
آتاری ۴۰۰ (۱۹۷۹). شامل یک صفحه کلید پرده‌ای و یک کاور اسلات کارتریج

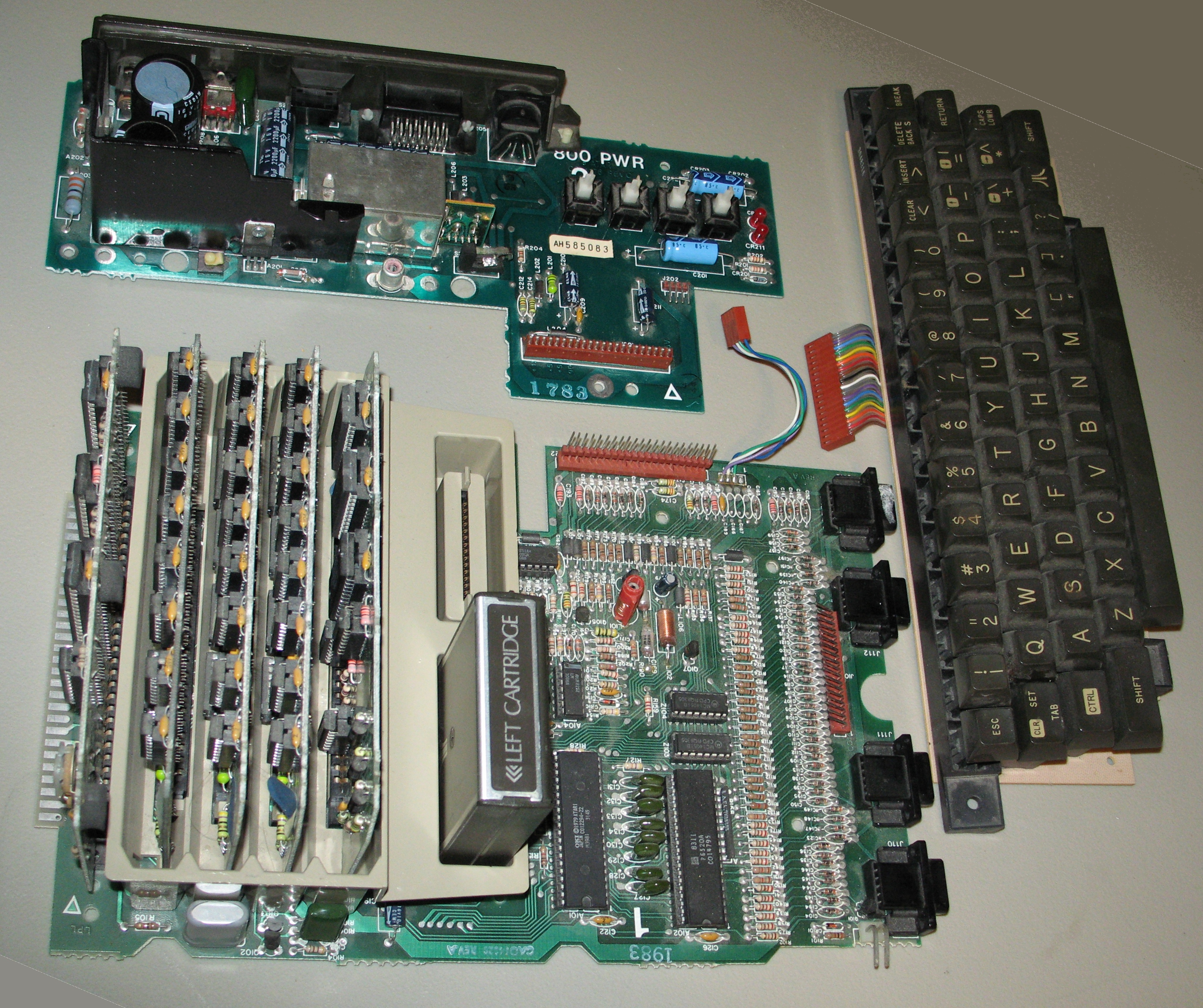
اجزای تشکیل دهنده داخلی آتاری ۸۰۰ بدون پوشش آلومینیومی. در حالت بسته، کانکتور کارت edge که در پشت مادربورد قرار دارد، داخل پوشش آلومینیومی قرار می‌گرفت و عملاً غیرقابل استفاده بود

سری اولیه در دو مدل «سطح پایین» و «سطح بالا» تولید گردید. مدل سطح-پایین به نام Candy و مدل سطح-بالا Colleen نام‌گذاری شد. (نام دو تن از منشی‌های جذاب شرکت آتاری) تفاوت اصلی این دو مدل در بازار فروش آن‌ها بود. آتاری، مدل Colleen را به عنوان یک کامپیوتر و مدل Candy را به عنوان یک کنسول بازی ترکیبی، در بازار معرفی نمود. مدل Colleen شامل اسلات‌های گسترش حافظه رم و رام، دو اسلات کارتریج ۸ کیلوبایتی، خروجی نمایشگر و تلویزیون، و یک صفحه کلید کامل بود. در حالیکه مدل Candy از صفحه کلید پرده‌ای، اسلات‌های داخلی جهت حافظه، و فقط یک خروجی تلویزیون استفاده می‌کرد. یکی از دلایل استفاده از صفحه کلید پرده‌ای این بود که کودکان، کلیدهای از جا درآمده این رایانه را نبلعند.
در آن زمان کمیسیون ارتباطات فدرال آمریکا دستوری صادر نمود تا سازندگان از تداخل سیگنال‌های منتشر شده از وسایل متصل به تلویزیون با دیگر دستگاه‌ها جلوگیری کنند. برخی شرکت‌ها مانند اپل این مشکل را با حذف نمودن قطعات تولیدکننده سیگنال (خروجی تلویزیون) در اپل ۲ حل کردند، بعضی از سیستم‌ها (مانند «تی آراس-۸۰» و کمودور پی ای تی) نیز استفاده از نمایشگرهای کامپوزیت را به عنوان راهکار انتخاب کردند. از طرفی بعضی از شرکای فروش مانند فروشگاه سیرز نیز خواستار تولید دستگاه‌هایی بودند که هماهنگ با دستور کمیسیون ارتباطات فدرال آمریکا باشند تا بتوانند آن‌ها را به راحتی در فروشگاه‌ها به فروش برسانند.
برای برآورده کردن این خواسته، سازندگان مجبور به استفاده از محافظ‌های سنگین وزن در داخل دستگاه‌های خود بودند. هر دو مدل از یک پوشش آلومینیومی ضخیمی (که مانند یک قفس فاراده عمل می‌کرد) در داخل بدنه خود استفاده می‌کردند. بسیاری از قطعات داخلی این مدل‌ها به این پوشش آلومینیومی پیچ می‌شدند. این عوامل باعث می‌شد هزینه نهایی تولید این محصولات، گران و پیچیده در بیاید. قوانین کمیسیون ارتباطات فدرال همچنین باعث می‌شد که ساخت سوراخ‌های روی بدنه به شدت محدود باشد و به همین دلیل محدودیت‌هایی برای ایجاد درگاه‌های ارتباطی با دنیای خارج در این دستگاه‌ها به وجود می‌آمد. در عوض شرکت آتاری اقدام به طراحی درگاه ورودی/خروجی سریال (SIO) ویژه‌ای نمود که مانند یک یو اس بی اولیه عمل می‌کرد و اجازه می‌داد که ابزارهای جانبی از طریق یک درگاه به سیستم متصل و به صورت خودکار پیکربندی شوند. اسلات‌های داخلی سیستم نیز برای اضافه شدن ماجول‌های حافظه رم و رام ذخیره شدند.
یکی از اهداف اصلی این سیستم‌ها راحتی ارتباط بین کاربر با دستگاه بود. به عنوان مثال شرکت آتاری اعتقاد داشت وجود کارتریج باعث استفاده راحت و سهل از سیستم می‌شود. این سیستم‌ها جهت بوت شدن نیازی به ورود دستور کاربر ندارند، سیستم عامل به‌طور خودکار درایورهای مورد نیاز دستگاه‌ها را از درگاه (SIO) بارگذاری می‌کرد. سیستم عامل کنترل‌کننده فلاپی دیسک (DOS) نیز جهت مدیریت فضاهای موجود بر روی دیسک به صورت منو طراحی شده بود. هنگامی که هیچ نرم‌افزاری بارگذاری نشود، به جای این که کاربر را وارد یک صفحه سیاه یا محیط ویرایشگر زبان ماشین کند، سیستم عامل به‌طور خودکار وارد حالت "Memo Pad" می‌شد. این حالت به کاربر اجازه می‌داد اقدام به تایپ در یک ویرایشگر تمام صفحه‌ای نماید. (به اصطلاح TV Typewriter)
در ابتدا آتاری قصد داشت از «مایکروسافت بیسیک» در سیستم خود استفاده کند و آن را هماهنگ با کارتریج‌های ۸ کیلوبایتی خود نماید. از آن جا که نسخه ۶۵۰۲ مایکروسافت ۱۲ کیلوبایت بود، عملیات پورت «مایکروسافت بیسیک» با شکست روبرو شد. به همین دلیل شرکت آتاری با همکاری شرکت «شپاردسون میکروسیستمز» اقدام به تولید «آتاری بیسیک» کردند.
بعد از اینکه در دسامبر ۱۹۷۸ مشخص شد این سیستم قصد ورود به بازار رایانه‌های خانگی را دارد، این رایانه‌ها برای اولین بار در نمایشگاه بین‌المللی سی‌ئی‌اس در ژانویه ۱۹۷۹ و با نام‌های رسمی آتاری ۴۰۰ و آتاری ۸۰۰ معرفی شدند. در تاریخ نوامبر ۱۹۷۹ این رایانه‌ها به‌طور رسمی عرضه شدند. نام‌های این دو سیستم برگرفته از میزان حافظه آن‌ها بود، آتاری ۴۰۰ (۴ کیلوبایت حافظه رَم) و آتاری ۸۰۰ (۸ کیلوبایت حافظه). در زمان عرضه این دو رایانه، قیمت حافظه رَم در بازار شروع به کاهش کرد و در عوض هر دو سیستم با ۸ کیلوبایت حافظه تولید شدند. با ادامه کاهش قیمت حافظه رم، شرکت آتاری مدل ۸۰۰ را طوری ارتقا داد که قابلیت افزایش حافظه به میزان ۴۸ کیلوبایت را داشته باشد. مشکل افزایش حرارت ماجول‌های حافظه در نهایت آتاری را مجبور کرد تا از ماجول‌های حافظه به شکل بدون پوشش استفاده کند، البته بعد از مدتی کاور بخش قابل گسترش سیستم به جای استفاده از چفت پلاستیکی، با پیچ به بدنه سیستم متصل گردید.
هر دوی این مدل‌ها دارای چهار درگاه جوی استیک بودند که البته تنها تعداد بسیار محدودی از بازی‌ها به‌طور هم‌زمان از چهار بازیباز استفاده می‌کردند. با وجود اینکه آتاری ۴۰۰ از صفحه کلید پرده‌ای و فقط یک اسلات کارتریج بهره می‌برد، به نسبت مدل ۸۰۰ که دارای صفحه کلید کامل و حافظه قابل ارتقا بود، فروش بهتر و موفق تری داشت. (نسبت فروش ۲ به ۱) شرکت آتاری قصد داشت اسلات کارتریج سمت راست موجود در مدل ۸۰۰ را به وسیله یک اسلات سمت چپ تکمیل نماید، اما فقط تعداد بسیار کمی کارتریج برای سمت راست ساخته شد (در مارس ۱۹۸۳ فقط یک کارتریج تولید شد)، و در نهایت در رایانه‌های بعدی منجر به حذف اسلات از این مدل شد.

### لیز
علی‌رغم برنامه شرکت آتاری جهت کارزار تبلیغاتی پرهزینه برای سال  ۱۹۸۰، این شرکت متوجه سختی رقابت با رایانه‌های موجود در بازار آن زمان (کمودور، اپل و تندی) گردید. در اواسط دهه ۸۰ میلادی گزارشی منتشر گردید مبنی بر زیان ده میلیون دلاری آتاری. مدل‌های ۴۰۰ و ۸۰۰ به دلیل استفاده از بردهای مدارچاپی زیاد و حفاظ آلومینیومی سنگین خود، رایانه‌های پرخرج و گرانی بودند. این سیستم‌ها طوری طراحی شده بودند که حافظه رم را فقط از طریق کارت‌های ویژه می‌شد به آن افزود. متصل کردن حافظه رم به مادربورد سیستم آتاری ۸۰۰، از نظر هزینه تولید ارزان تر از اتصال از طریق کانکتور درمی‌آمد، در همان زمان مدل ۴۰۰ نیز از نظر تکنیکی قابلیت رقابت با رایانه‌های جدید بازار (اوایل دهه هشتاد میلادی) را که به‌طور استاندارد با حافظه رم بیشتر و صفحه کلید توسعه یافته تولید می‌شدند را نداشت.
در طول این مدت، شرکت آتاری بر سر مسئله تداخل‌های سیگنال تلویزیونی و وجود پوسته سنگین آلومینیومی با کمیسیون ارتباطات فدرال آمریکا وارد نبردی شده بود، این اتفاق به تحریک فعالیت Texas Instruments شروع شد، زیرا این شرکت برای حل مشکل تداخل‌های سیگنالی اقدام به ارائه راه حل جدیدی نمود که البته از سوی کمیسیون ارتباطات فدرال و به دلیل مسائل حقوقی رد شد. به دلیل حضور شرکت Texas Instruments در کاخ سفید، این مناقشه تبدیل به یک مسئله سیاسی گردید.
کمیسیون ارتباطات فدرال آمریکا دو کلاس برای دسته بندی دستگاه‌ها به وجود آورد، «کلاس آ» برای تجهیزات صنعتی و «کلاس ب» برای دستگاه‌های مصرف‌کننده. در ابتدا به نظر می‌آمد که این دسته بندی باعث حل مشکل گردد، اما تصمیم تازه کمیسیون ارتباطات باعث بدتر شدن شرایط شد، این تصمیم سازندگان را مجبور می‌کرد دستگاه هایشان را هنگام تولید در آزمایشگاه هایشان امتحان کنند. این قانون شامل دستگاه‌ها و ابزارهای جانبی هم می‌شد. در این مرحله تعدادی از شرکت‌ها از جمله آتاری شروع به مخالفت با سیاست‌های کمیسیون ارتباطات فدرال نموده و اعلام کردند که موجودیت کسب و کار این شرکت‌ها به خطر افتاده است. این تنش زمانی به اوج رسید که شرکت «ریدیوشک» (در آن زمان به نام تندی کورپوریشن) تولید رایانه تی آر-اس ۸۰ مدل ۱ را لغو و مدل ۳ را جایگزین آن نمود.
در نهایت برای حل این مشکل کمیسیون ارتباطات فدرال تصمیم گرفت تا ماشین حساب‌های دستی که جزو موارد مشمول "کلاس ب" می‌باشند، به جای عملیات کامل تست، فقط یک عملیات جزئی خود-تست انجام دهند. با ادامه کشمکش میان کمیسیون ارتباطات و سازنده‌ها، شرکت‌های تولیدکننده به‌طور زیادی سعی نمودند محصولاتشان را وارد «کلاس ب» نمایند تا از قانون دست و پا گیر «کلاس آ» رهایی پیدا کنند. در این حالت سازنده‌ها از جمله شرکت آتاری موفق شدند سیستم‌هایی تولید کنند که با استفاده از روش "خود-آزمایی"، پوشش حفاظتی کمتر و سبک تری داشته و هزینه تولیدشان کمتر شود.
در سال ۱۹۸۲، شرکت آتاری با توجه به تغییرات ایجاد شده در قوانین، اقدام به طراحی دو مدل به نام پروژه‌های "سوئیت ۸" و "سوئیت ۱۶" (یا به نام لیز) نمود. نتیجه این طرح‌ها سیستم‌هایی به روز شده شبیه مدل‌های ۴۰۰ و ۸۰۰ بود با این تفاوت اساسی که طرح‌های جدید بسیار ساده‌تر ساخته و بهای کمتری در هزینه تولید به همراه داشت. محصولات جدید این اجازه را داشتند که فقط از یک برد مدار چاپی و پوسته فلزی نازکتری استفاده کنند. شرکت آتاری همچنین اقدام به سفارشی نمودن تراشه ۶۵۰۲ نمود و آن را با نام 6502C یا SALLY تولید نمود. این تراشه جدید در مدل‌های تولید شده بعدی ۴۰۰ و ۸۰۰، همه سیستم‌های XL/XE و آتاری ۵۲۰۰ و ۷۸۰۰ نیز استفاده گردید.
مانند مدل‌های قبلی، "سوئیت ۸ و ۱۶" دارای دو مدل ۱۰۰۰ با ۱۶ کیلوبایت و 1000X با ۶۴ کیلوبایت حافظه رم بود. در آن زمان هنوز قیمت حافظه رم گران بود و تفاوت مدل‌های تولید شده اصلاً زیاد نبود. برای پشتیبانی از کارت‌های اضافه شونده مانند اپل ۲، سری رایانه ۱۰۰۰ از اینترفیس درگاه موازی نیز پشتیبانی می‌کرد و دارای یک اسلات گسترش در پشت دستگاه بود.

### سری اکس‌ال

#### 1200XL

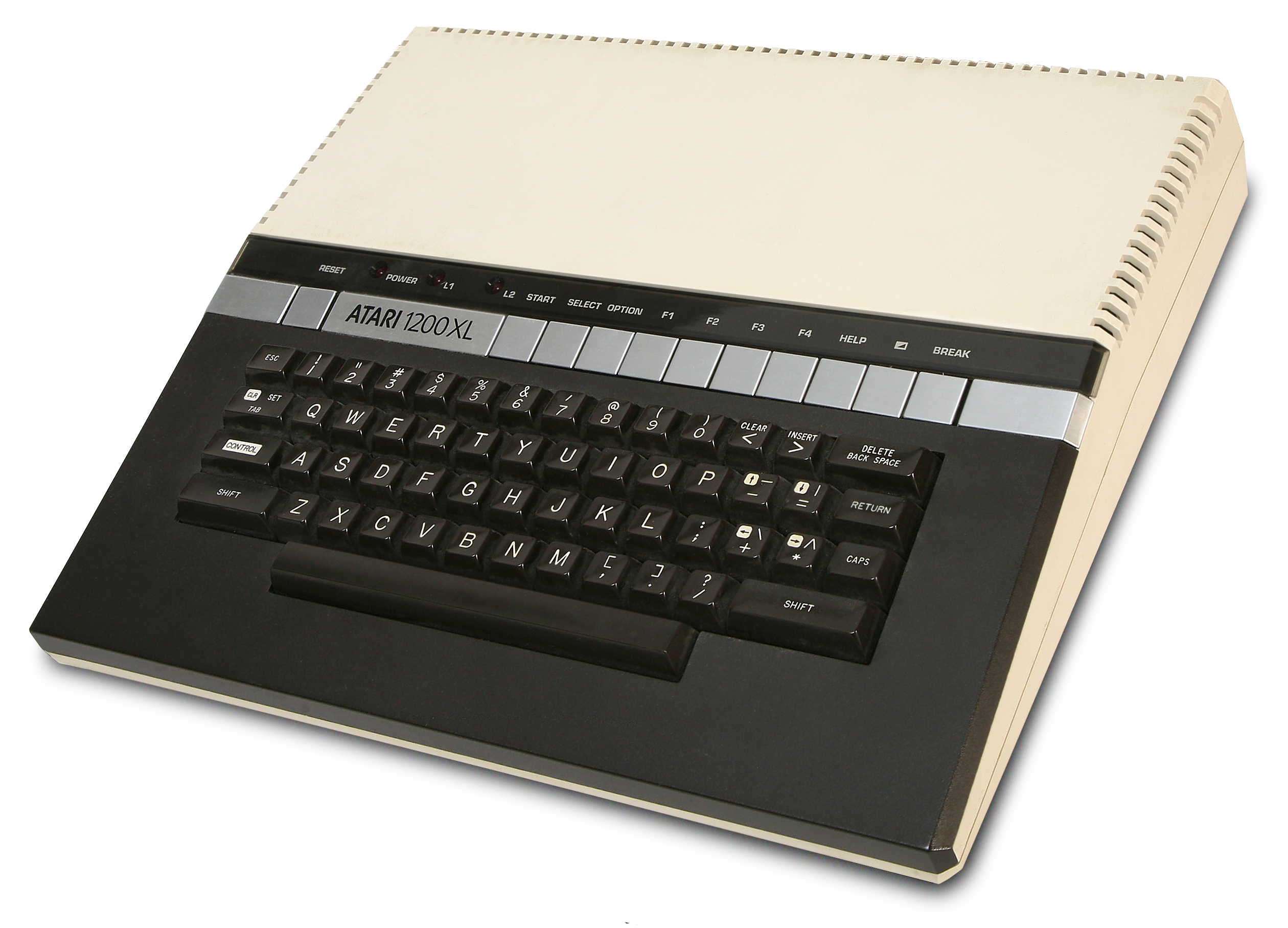
آتاری 1200XL

این مدل در ۱۳ دسامبر  ۱۹۸۲ در کنفرانس خبری شهر نیویورک معرفی و در تاریخ‌های ۶-۹ ژانویه ۱۹۸۳ در نمایشگاه زمستانی سی‌ئی‌اس رونمایی و در نهایت در مارس ۱۹۸۳ در بازار عرضه شد. ویژگی‌های جدید این مدل شامل ۶۴ کیلوبایت حافظه رم، تست خودکار، صفحه کلید دوباره طراحی شده (شامل چهار کلید کاربردی و یک کلید HELP)
آتاری 1200XL از برخی کمبودهای مهم رنج می‌برد. اینترفیس درگاه موازی (PBI) که در مدل 1000X وجود داشت، حذف گردید و کل طراحی مجدداً بر پایه درگاه سریال (SIO) قرار گرفت. یک برد مدارچاپی پیشرفته تر باعث ایجاد خلوص رنگ بیشتر در تصاویر خروجی می‌شد، اما خط مربوط به خلوص رنگ سیستم، به ورودی نمایشگر متصل نبود و در نتیجه عملاً غیرقابل استفاده بود. با وجود پیکربندی مجدد پورت‌ها، تعدادی از جوی استیک‌ها و کارتریج‌ها با این دستگاه کار نمی‌کردند. تغییرات اعمال شده در سیستم عامل جهت پشتیبانی از سخت افزار جدید باعث عدم سازگاری بعضی از نرم‌افزارهای قدیمی با این مدل شده بود.
این سیستم با قیمت ۸۹۹ دلار آمریکا عرضه شد که حدود ۱۰۰ دلار ارزانتر از قیمت زمان توزیع آتاری ۸۰۰ (در سال ۱۹۷۹) بود. ، که البته قیمت مدل ۸۰۰ در زمان عرضه 1200XL کمتر بود.اختلاف بین دو مدل بسیار ناچیز و حتی در برخی مواقع با پسروی سیستم 1200XL در مقابل ۸۰۰ همراه بود. نشریات رایانه‌ای قیمت مدل 1200XL را بسیار گران ارزیابی کردند. مجله کامپیوت! در مورد این مدل نوشت:
آنچه ما در مورد این مدل می‌دانیم ما را به یاد داستان "لباس جدید امپراتور" می‌اندازد به دلیل اینکه امکانات مدل 1200XL تقریباً همان امکانات قبلی است (مقایسه با مدل ۸۰۰ با قیمت ارزانتر)، به نظر ما شرکت آتاری با عرضه مدل 1200XL در صدد بود تا حفره خالی میان محصولات آتاری را پر کند که البته همچین حفره‌ای وجود ندارد
بیل ویلکینسون یکی از ستون نویسان مجله کامپیوت! در مه ۱۹۸۳ امکانات این مدل و قیمت آن را این‌گونه نقد کرده بود:
صادقانه بگویم نمره دهی من به 1200XL بستگی به قیمتی دارد که این مدل عرضه می‌کند. این قیمت برای این سیستم بسیار وحشتناک است. این مدل باید به نصف قیمت آتاری ۸۰۰ به فروش برود، اما چیزی که ما شاهد هستیم کاهش قیمت مدل ۸۰۰ و قیمت بالاتر 1200XL است. خلاصه کلام اینکه هرچه سریعتر یک مدل ۸۰۰ بخرید!
نکته جالب توجه این است که بعد از عرضه مدل 1200XL، فروش مدل ۸۰۰ رشد پیدا کرد. در نهایت تولید رایانه آتاری 1200XL در ژوئن ۱۹۸۳ متوقف شد. ضمن اینکه این مدل فاقد نسخه پال بود.

#### سری جدید XL

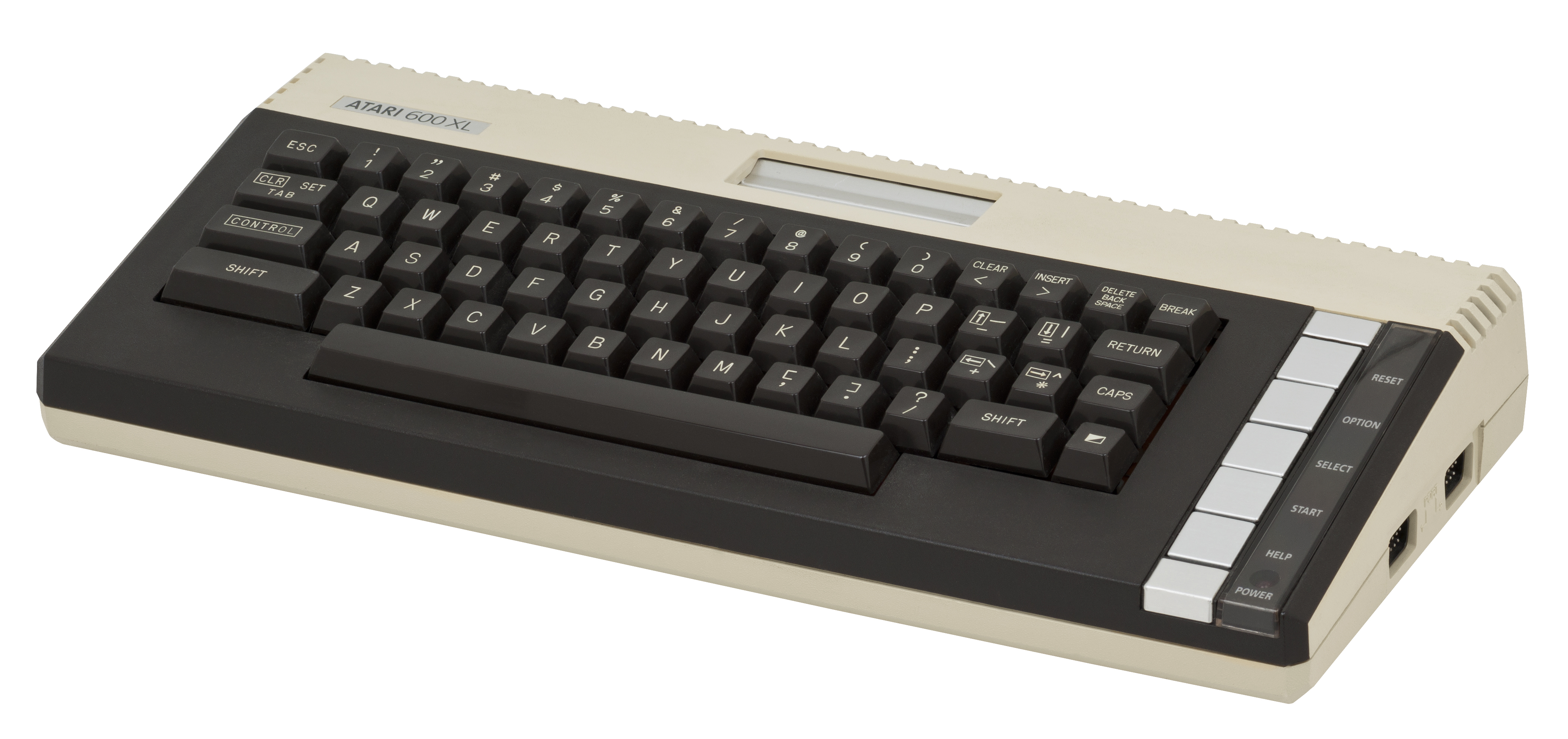
آتاری 600XL. این مدل دارای بدنه تیره تری نسبت به مدل 800XL بود

در آن دوران شرکت‌های سازنده رایانه‌های خانگی وارد یک جنگ قیمت ناخواسته با یکدیگر شده بودند. در زمان مدیریت جک ترامیل بر کمودور این اتفاق بین کمودور و تگزاس اینسترومنتس پیش آمده بود. جک ترامیل تصمیم گرفت برای جلوگیری از تکرار چنین حوادثی اقدام به خرید شرکت ام‌اواس تکنولوژی (تولیدکننده اصلی ریزپردازنده‌های رایانه‌های خانگی آن زمان) کند. نتیجه این عمل کاهش شدید بهای رایانه‌های خانگی بود، به‌طوری‌که در طی چند ماه حدود ۸ بار کاهش قیمت در بازار اتفاق افتاد.
افت قیمت رایانه خانگی در سال ۱۹۸۳ بسیار شدید بود. آتاری ۸۰۰ که در مه ۱۹۸۱ به قیمت ۱۰۵۰ دلار به فروش می‌رفت، در سال ۱۹۸۳ به قیمت ۱۶۵ دلار رسید. با وجود اینکه هدف جک ترامیل، شرکت آتاری نبود، با این‌حال این اتفاق گریبان آتاری را هم گرفت. در آن دوران آتاری شرایط مساعدی نداشت، مدل 1200XL یک شکست خورده در بازار رایانه‌های خانگی بود و مدل‌های اولیه آتاری نیز قادر به رقابت با رقیبان موجود در بازار نبودند. بنابراین راه چاره تولید یک محصول جدید به عنوان جایگزین 1200XL بود که بتواند اعتماد از دست رفته بین کاربران را بازیابد و با کمودور رقابت کند.
خط تولید جدید در نمایشگاه تابستانی سی‌ئی‌اس سال ۱۹۸۳ معرفی شد. این خط تولید شامل چندین مدل با قیمت‌های متفاوت بود. مدل 600XL به عنوان جایگزین آتاری ۴۰۰ و 800XL جایگزین دو مدل ۸۰۰ و 1200XL بود. دو مدل سطح بالای 1400XL و 1450XLD دارای یک مودم داخلی ۳۰۰ baud و سینتی سایزر صوتی بودند، ضمن اینکه 1450XLD دارای یک گرداننده فلاپی دیسک داخلی نیز بود. این مدل‌ها همگی دارای نسخه‌ای از «آتاری بیسیک» در داخل رام و اینترفیس پارالل در پشت دستگاه بودند.
به دلیل طراحی مدل 1200XL مهندسان شرکت آتاری قادر بودند چندین آی سی جدید را به مادر بورد دستگاه‌های باقی‌مانده اضافه کنند. با وجود اینکه تمام قطعات مدل 1200XL بر روی یک بورد جا می‌گرفت، مدل‌های جدید حتی کوچکتر، ساده‌تر و در نتیجه ارزان تر بودند. در اوایل سال ۱۹۸۳ میلادی که مصادف با کاهش قیمت رایانه‌های خانگی بود، شرکت آتاری تصمیم گرفت از این موقعیت استفاده کرده و برای تولید ارزان تر مدل‌های جدید، خط تولید آن‌ها را به کشورهای شرق دور منتقل نماید.

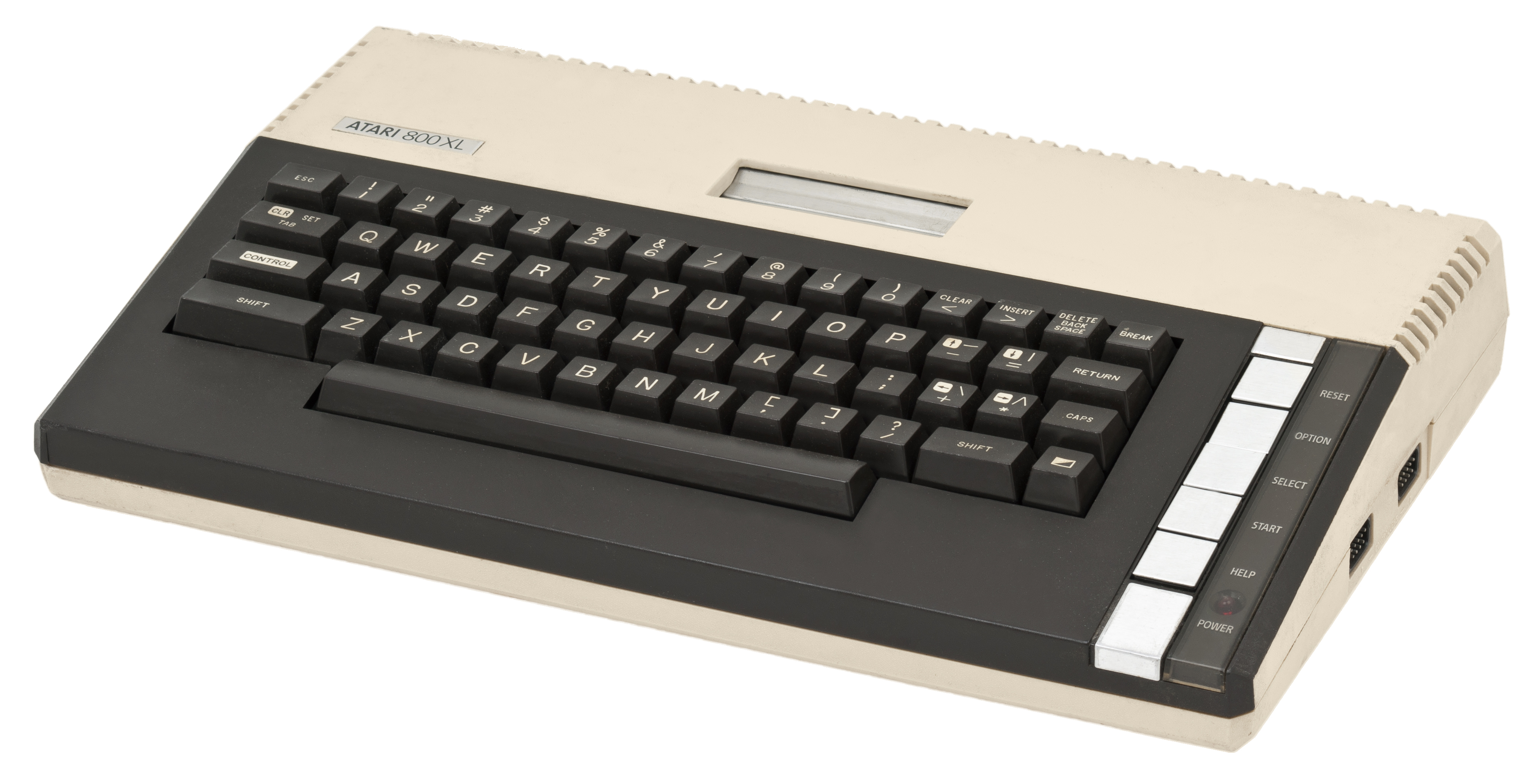
آتاری مدل 800XL

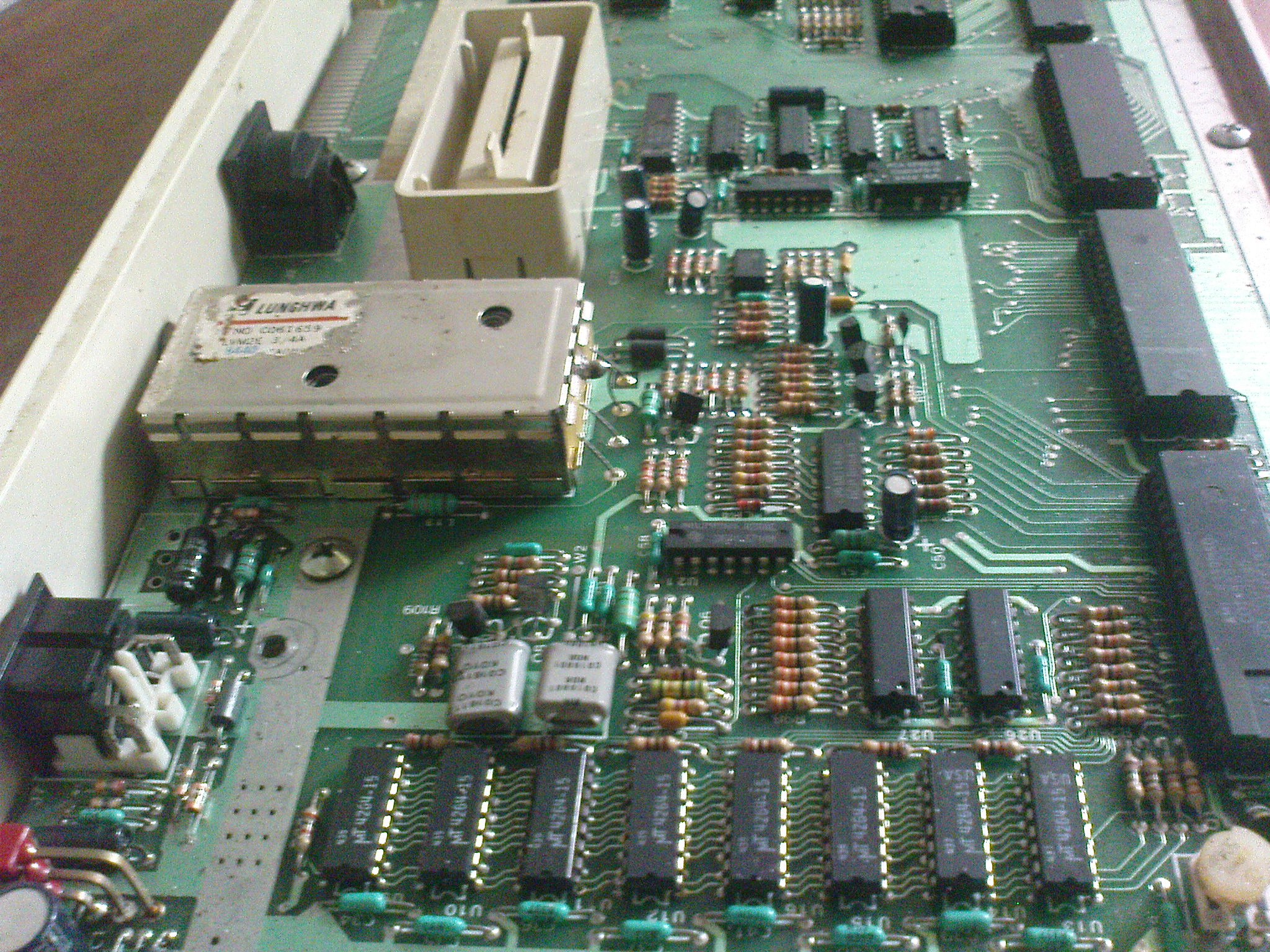
مادربورد آتاری 800XL

با این اوصاف تولید محصول جدید تا اواخر سال ۱۹۸۳ به تعویق افتاد. در بحبوحه تعطیلات کریسمس، شرکت آتاری تنها موفق به تولید تعداد اندکی از مدل‌های ۶۰۰ و ۸۰۰ گردید، در حالی که شرکت کمودور به‌طور گسترده‌ای اقدام به توزیع رایانه کمودور ۶۴ نموده بود. در اوایل ۱۹۸۴ قیمت مدل‌های 600XL و 800XL حدود ۵۰ دلار گرانتر از رایانه‌های کمودور وی‌آی‌سی-۲۰ و کمودور ۶۴ بود، ضمن اینکه در آن زمان شایعه‌ای به راه افتاده بود مبنی بر تصمیم آتاری جهت توقف تولیدات سخت افزار و ورود به بازار نرم‌افزار. این اتفاق‌ها به همراه بحران شدید صنعت بازی‌های ویدئویی در سال ۱۹۸۳ باعث شد که شرکت آتاری در طی مدت بسیار کوتاهی میلیون‌ها دلار ضرر کند و "وارنر کامیونیکیشن" (صاحب اصلی آتاری در آن زمان) را مجبور نماید از روی ناچاری اقدام به فروش سهام خود کند.
در طی این مدت تاریخ تولید مدل‌های 1400XL و 1450XLD به دلیل اهمیت بیشتر پروژه 600XL/800XL و کنسول بازی آتاری ۷۸۰۰ به تاخیر افتاد. در نهایت طرح تولید مدل 1400XL کنسل و مدل 1450XLD هرگز به بازار عرضه نشد. بسیاری از طرح‌های اولیه نیز مانند 1600XL, 1650XLD, و 1850XLD هرگز به مرحله تولید جهت ورود به بازار نرسیدند. مدل 1600XL سیستمی با قابلیت کار کردن با دو پردازشگر ۶۵۰۲ و ۸۰۱۸۶ بود. طرح لغو تولید این مدل‌ها زمانی که "جیمز مورگان" به سمت مدیر عاملی آتاری رسید، مطرح شد زیرا او اعتقاد داشت آتاری باید به اصل و ریشه خود در زمینه بازی‌های ویدئویی بازگردد. مدل 1850XLD نیز براساس چیپست به کار رفته در تکنولوژی آمیگا (که بعدها به مالکیت کمودور درآمد و با نام کمودور آمیگا عرضه گردید) طراحی شده بود.
بعد از فروکش کردن جنگ قیمت‌ها، اختلافات داخلی شرکت کمودور در نهایت منجر به جدایی جک ترامیل از کمودور در ژانویه ۱۹۸۴ گردید. او پس از این واقعه و در پی ورود مجدد به تجارت، اقدام به خرید سهام شرکت آتاری از "وارنر کامیونیکیشن" با قیمت بسیار پایین نمود. زمانی که جک ترامیل صاحب شرکت آتاری شد، مصادف با زمانی بود که طرح تولید مدل‌های سطح بالای XL کنسل و مدل‌های سطح پایین XL نیز در حال طراحی دوباره بودند. در مجموع تمام طرح‌های اولیه محصولات جدید، در شرکت آتاری متوقف یا کنسل شده بود. این موضوع حتی شامل مدل 1850XLD که بر اساس تکنولوژی آمیگا قرار بود تولید شود، نیز می‌گردید. با ورود جک ترامیل به آتاری فعالیت این شرکت بر روی ساخت رایانه‌های آتاری اس تی (برپایه تراشه موتورولا ۶۸۰۰۰) متمرکز شد.

### کاهش بازار نرم‌افزار
در مقایسه با فروش دو میلیونی کمودور، شرکت آتاری حدود ۷۰۰٬۰۰۰ دستگاه رایانه در سال ۱۹۸۴ فروخت. در حالی که شرکت جدید آتاری (با مدیریت جک ترامیل) آماده ارائه رایانه آتاری اس تی می‌شد، ترامیل فروش رایانه‌های ۸-بیتی این شرکت را "بسیار بسیار آهسته" ارزیابی کرد. این رایانه‌ها در مقایسه با بخش بازی‌های ویدئویی شرکت آتاری، به عنوان تجارت اصلی مطرح نبوده و به همین دلیل (حتی با وجود فروش یک و نیم میلیون دستگاه در اوایل ۱۹۸۶) برای شرکت آتاری سودآور نبودند.
در همان سال بازار نرم‌افزار آتاری کاهش شدیدی پیدا کرد. مجله «آنتیک» در مقاله‌ای در ماه مه ۱۹۸۵ اعلام کرد که تعداد بسیار زیادی نامه شکایت‌آمیز از خوانندگان خود که دارای رایانه‌های آتاری بودند دریافت نموده و از بی توجهی شرکت‌های سازنده نرم‌افزار به بازار آتاری گلایه داشتند، همچنین اصرار می‌کردند که با مدیران این شرکت‌ها، مکاتبه و تماس برقرار شود. مجله «آنالوگ کامپیوتینگ» در فوریه ۱۹۸۶ مطلبی با این مضمون نوشت: «رایانه آتاری ۸۰۰ از سال ۱۹۷۹ در بازار وجود دارد. شش سال زمان زیادی برای عمر یک رایانه است»، این مجله همچنین به این موضوع اشاره کرد که با وجود مجموعه نرم‌افزاری مناسب و قابل رقابت با بقیه رایانه‌ها در گذشته، متأسفانه الان و حتی در آینده نرم‌افزارهای بسیار کمتری برای رایانه‌های ۸-بیتی شرکت آتاری تولید خواهند شد.
ماهنامه «کامپیوتر گیمینگ ورلد» در همان ماه مطلبی نوشت مبنی بر اینکه به هیچ عنوان بازی‌ها ابتدا برای آتاری منتشر نمی‌شوند. در ماه آوریل این مجله لیستی از ناشران بازی را ارائه داد که در نظر دارند فقط تعداد ۱۹ بازی برای آتاری ۸-بیت در سال ۱۹۸۶ منتشر نمایند، در حالی که همین ناشران قرار است ۴۳ بازی برای کمودور ۶۴، تعداد ۴۸ بازی برای اپل ۲، سی و یک عنوان برای رایانه‌های آی بی ام، ۳۰ بازی برای آتاری اس تی و ۲۴ بازی نیز برای آمیگا را منتشر نمایند. تنها پلتفرمی که محصول کمتری نسبت به آتاری ۸-بیت خواهد داشت، رایانه‌های مبتنی بر سیستم عامل مکینتاش با ۱۷ عنوان هستند. شرکت‌های سازنده دلیل اصلی عدم ارائه بازی برای آتاری ۸-بیت را وجود Happy Drive از شرکت «هپی کامپیوترز» عنوان کردند که باعث راحتی و سهولت بک آپ‌گیری نرم‌افزارها و در نتیجه دزدی نرم‌افزارها می‌شود. این مجله بعداً و در همان سال نوشت: «آیا به پایان بازی‌های آتاری ۸۰۰ رسیدیم؟ به نظر می‌آید این اتفاق از این لحظه که در حال نوشتن این کلمات هستیم، در حال اتفاق افتادن است» و در سال ۱۹۸۷ نیز شرکت مایکروپروس به شایعه حضور احتمالی بازی «گان شیپ» برای آتاری‌های ۸-بیت واکنش نشان داد و آن را کاملاً منتفی دانست، و علت این تصمیم را بازار بسیار کوچک این رایانه‌ها عنوان کرد.

### سری XE دوران جک ترامیل

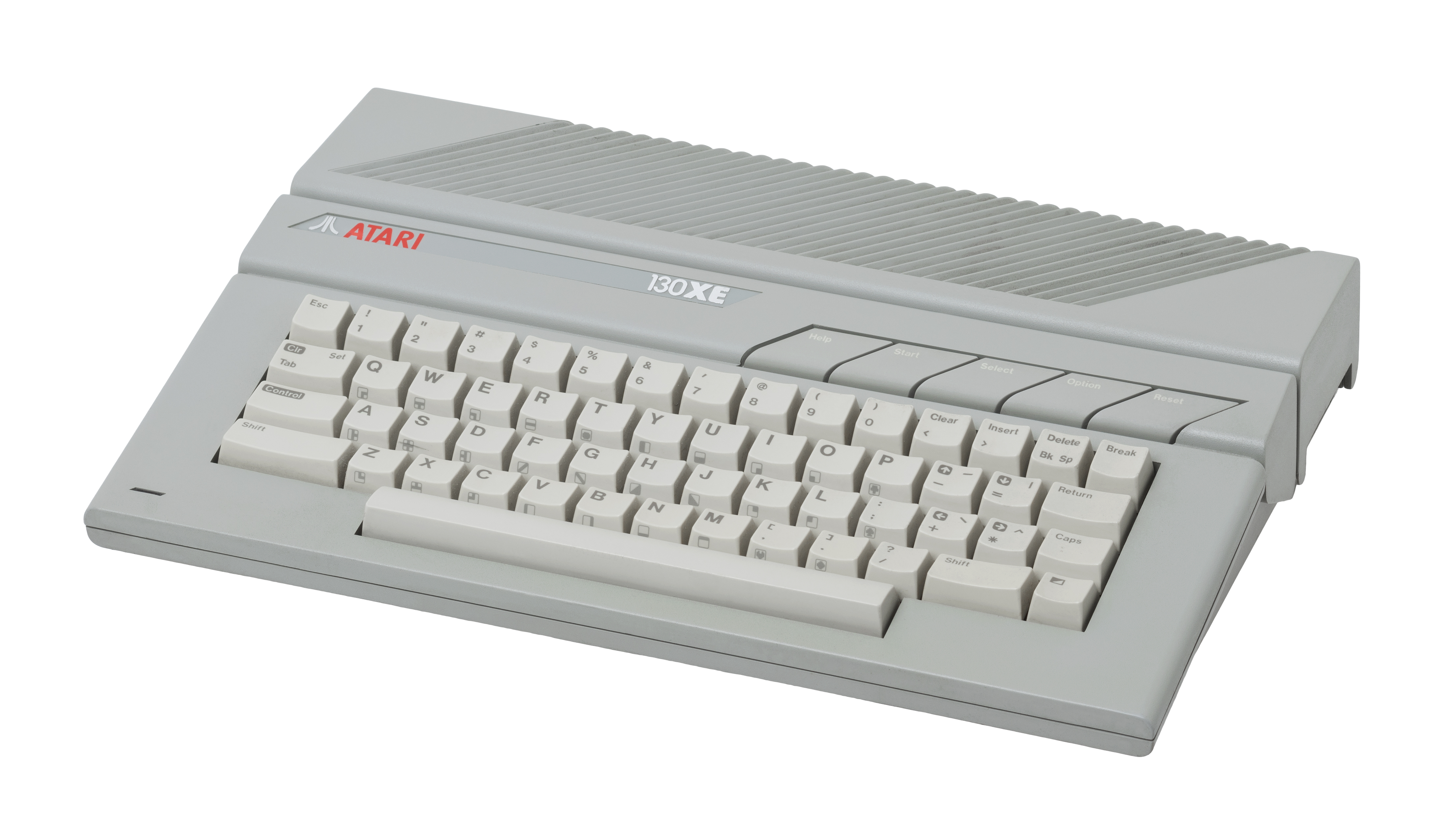
آتاری 130XE

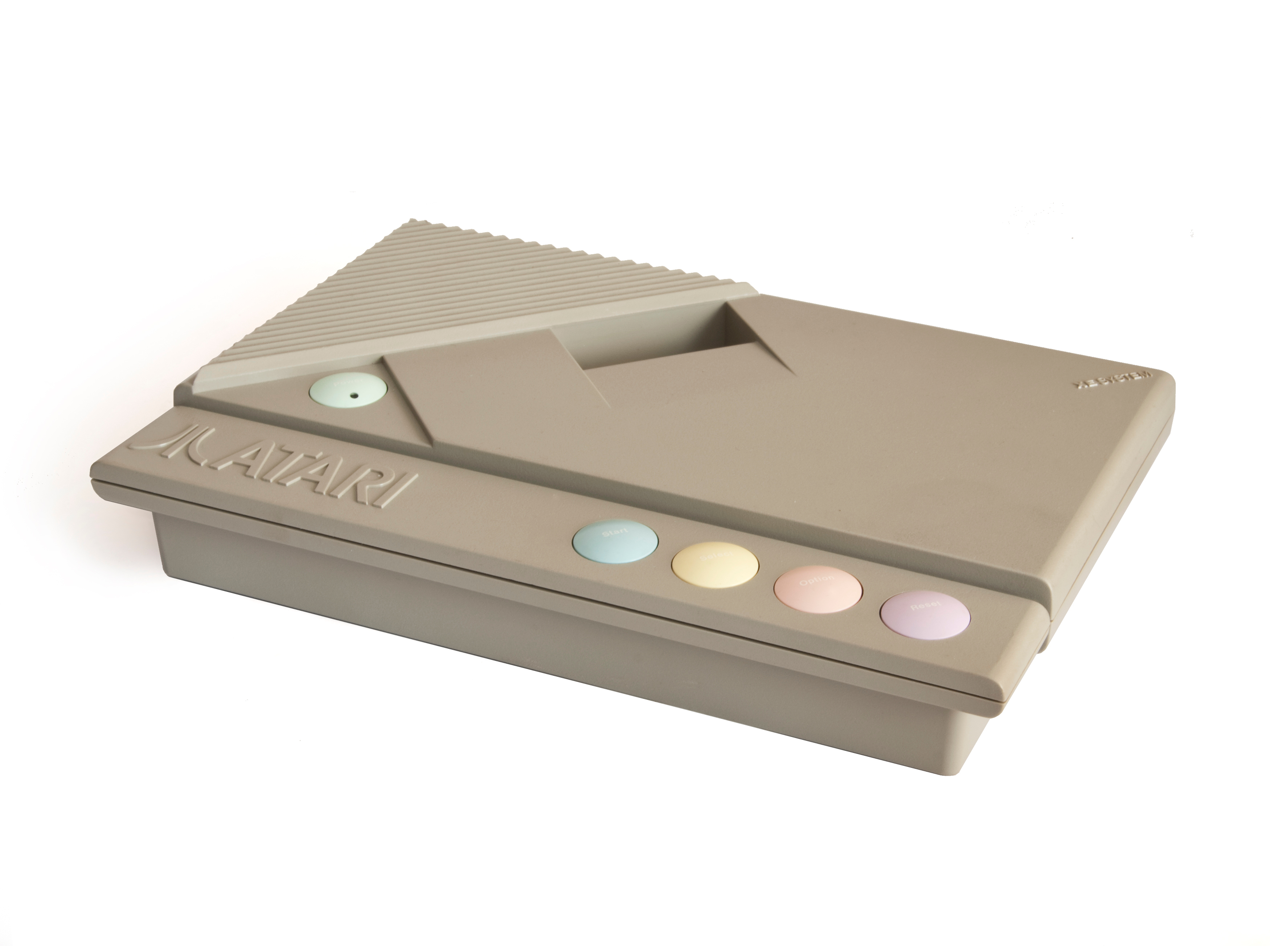
سیستم بازی آتاری XE

جک ترامیل (مالک جدید آتاری) زاده کشور لهستان بود و به همین دلیل ارتباط محکمی با کشورهای شرق اروپا داشت. با شروع جدا شدن کشورهای اروپای شرقی از پیمان ورشو و سقوط دیوار برلین در سال ۱۹۸۹، جک ترامیل قادر بود با استفاده از روابط خود، اقدام به گشودن بازار جدیدی برای شرکت آتاری در این منطقه نماید. البته نکته مهم تولید و عرضه سیستم‌های بسیار ارزان قیمتی بود، زیرا که در دوران پس از اقتصاد کمونیستی این کشورها، محصولات گران قیمت مورد استقبال قرار نمی‌گرفتند و به همین دلیل آتاری آخرین رایانه‌های ارزان قیمت خود در خانواده ۸-بیت را در آن جا معرفی نمود.
این سری رایانه دارای دو مدل 65XE و 130XE بود (XE مخفف اصطلاح XL-Expanded). این دو مدل در سال ۱۹۸۵ معرفی شدند، در همان سال نیز مدل‌های اولیه سری آتاری اس تی معرفی شده بود. مدل 65XE به صورت اورجینال دارای ۶۴ کیلوبایت حافظه رم و سیستمی مشابه 800XL بود (البته منهای درگاه پارالل). مدل 130XE نیز ۱۲۸ کیلوبایت حافظه داشت، همچنین اینترفیس کارتریج پیشرفته (ECI) که به‌طور الکتریکی کاملاً با درگاه اینترفیس پارالل (PBI) سازگار بود. لوازم جانبی ECI قابلیت این را داشتند که هم به درگاه‌های استاندارد کارتریج و هم به درگاه کارتریج پیشرفته متصل شوند. البته مدل‌های اصلاح شده 65XE نیز بعد از مدتی دارای درگاه‌های ECI شدند. مدل 130XE بازارهای بزرگ را هدف قرار داده بود.
مدل 65XE در بازار کشورهای آلمان و چکسلواکی، به دلیل معروف بودن مدل 800XL، با نام 800XE عرضه شد. مدل‌های 800XE از سال ۱۹۸۷ همگی دارای درگاه ECI در بازار بوند.

### سیستم بازی اکس‌ای (XEGS)
در آن دوران و با معرفی کنسول مخصوص بازی شرکت نینتندو، آتاری نیز تصمیم گرفت به این بازار ورود مجدد پیدا کند. آن‌ها در عوض استفاده از کنسول‌های موجود، اقدام به عرضه کنسول جدیدی در سال ۱۹۸۷ از سری XE با نام XEGS نمودند. سیستم بازی XE در واقع یک نسخه از رایانه 65XE بود که با اکثر نرم‌افزارها و سخت افزارهای خانواده آتاری ۸-بیت سازگاری داشت. این سیستم بازی در یک بسته‌بندی شامل یک صفحه کلید جدا، یک جوی استیک، یک تفنگ نوری و دو عدد کارتریج بازی (باگ هانت و سیمولاتور پرواز ۲) عرضه می‌شد. بسیاری از بازی‌های قدیمی مانند «نکرومانسر» و «بلومکس» (که هر دو توسط شرکتی غیر از آتاری منتشر شده بودند)، برای این سیستم و به صورت کارتریج مجدداً عرضه گشتند.

### خط زمانی محصولات آتاری ۸ بیت
خط زمانی تولید و توقف محصولات آتاری از «Atari 8-Bit Computers F.A.Q» و «Chronology of Personal Computers» استخراج شده‌اند.

### پایان رسمی پشتیبانی
در تاریخ اول ژانویه ۱۹۹۲، شرکت آتاری رسماً هرگونه پشتیبانی از باقی‌مانده رایانه‌های خانواده ۸-بیت خود را متوقف کرد.
در سال ۲۰۰۶، Curt Vendel کنسول اختصاصی «آتاری فلش بک» را برای شرکت آتاری طراحی نمود. در سال ۲۰۰۴ نیز ادعا شد که شرکت آتاری تراشه ۸-بیت خود را در مالکیت عمومی درآورده است.
همچنین موافقتنامه‌ای در رسانه‌ها منتشر شد مبنی بر اینکه شرکت آتاری اجازه انتشار و توزیع ROM آتاری ۸۰۰ را برای شبیه ساز "اکس-فورمر ۲٫۵" صادر کرده‌است و این ROM به صورت رایگان و قانونی در دسترس می‌باشد.

## طراحی
رایانه‌های ۸-بیتی آتاری از تراشه ۶۵۰۲ به عنوان پردازنده مرکزی، ترکیبی از تراشه‌های موسوم به ANTIC و GTIA برای تولید گرافیک‌ها و تراشه POKEY برای تولید صدا و مدیریت درگاه سریال ورودی/خروجی استفاده می‌کردند. این تراشه‌های "پشتیبان" از طریق بخشی از ثبات‌های (قابل برنامه‌ریزی توسط کاربر) داخل تراشه ۶۵۰۲ کنترل می‌شوند. به‌طور مثال GTIA از یک سری ثبات خاص برای انتخاب رنگ‌های روی صفحه استفاده می‌کند، این رنگ‌ها با قراردادن مقادیر صحیح در ثبات‌های مرتبط قابل تغییر هستند. برخی از بخش‌های سیستم نیز از حافظه رم دستگاه به عنوان بافر استفاده می‌کردند. این عملکرد، بسیار زیاد در بافر تراشه ANTIC، «فهرست نمایش» و اطلاعات مربوط به تولید و کنترل اسپرایت، در تراشه GTIA اتفاق می‌افتاد.

### تراشه ANTIC
تراشه ANTIC (مخفف انگلیسی: Alphanumeric Television Interface Controller) یک ریزپردازنده است که وظیفه انجام عملیات گرافیکی در سری رایانه‌های آتاری ۸-بیت را بر عهده دارد. یک لیست کامل به زبان ماشین دستورهای لازم را به این تراشه می‌دهد که با نام «لیست نمایش» شناخته می‌شود. هر دستور به تراشه توضیح می‌دهد که چگونه یک خط تصویری را بر روی نمایشگر به نمایش بگذارد، همچنین مشخص‌کننده محل دقیق، تعیین‌کننده متحرک بودن یا ثابت بودن صفحه نمایش یا در صورت نیاز محل بارگذاری اطلاعات از حافظه را مشخص می‌کند. از آن جا که هر خط تصویری به‌طور کاملاً مجزا قابل برنامه‌نویسی می‌باشد، این قابلیت به برنامه نویسان اجازه می‌داد تا ترکیبی از متن و گرافیک را بدون دخالت سی پی یو، ایجاد کنند.
تراشه ANTIC «لیست نمایش» را خوانده و اطلاعات را از طریق DMA (دسترسی مستقیم به حافظه) به نمایش درآورده، سپس نتیجه را به جریانی از اطلاعات پیکسلی که متن و گرافیک را پدید می‌آورد، ترجمه می‌کند. این جریان اطلاعاتی از تراشه GTIA عبور کرده تا محل رنگ‌ها و موقعیت اسپرایت‌ها جهت خروجی نهایی تلویزیون یا نمایشگر را مشخص کند. در طی انجام این عملیات، تراشه ANTIC همچنین اقدام به روزرسانی GTIA می‌نماید تا اطلاعات تصویری هر اسپرایت در هر خط تصویری تصحیح گردد. هنگامی که «لیست نمایش» و پارامترهای DMA تعیین شدند، تصویر بدون دخالت سی پی یو و به‌طور اتوماتیک تشکیل می‌شود.

### تراشه CTIA/GTIA
تراشه گرافیکی CTIA (مخفف انگلیسی: Color Television Interface Adaptor) در آتاری‌های اولیه ۴۰۰ و ۸۰۰ استفاده می‌شد. CTIA جانشین تراشه TIA مورد استفاده در آتاری ۲۶۰۰ بود. بر طبق گفته‌های «جو دکوئیر»، تراشه CTIA در سال ۱۹۷۷ و توسط «جورج مک لئود» طراحی گردید. تراشه CTIA بعد از مدتی و در مدل‌های جدیدتر آتاری ۴۰۰ و ۸۰۰ و تمامی مدل‌های بعدی آتاری ۸-بیت، با تراشه جدیدتر GTIA (مخفف انگلیسی: Graphic Television Interface Adaptor) جایگزین گردید. تراشه GTIA هم که توسط «جورج مک لئود» طراحی شده بود، دارای سه رنگ جدید در محیط گرافیکی ANTIC بود که دستگاه را قادر می‌ساخت تا رنگ‌های بیشتری را بر روی صفحه نمایشگر، به نمایش درآورد.
این تراشه اطلاعات محیط گرافیکی را از ANTIC دریافت کرده، سپس رنگ مناسب و مورد نظر را از پلت ۱۲۸ یا ۲۵۶ رنگی به پیکسل مورد نظر، نسبت می‌دهد. تراشه CTIA/GTIA همچنین کنترل‌کننده عملیات گرافیک موسوم به اسپرایت می‌باشد (تصاویر دوبعدی گرافیکی مستقل بیت مپ که اکثراً در بازی‌های ویدئویی مورد استفاده قرار می‌گرفتند). این عملیات شامل تشخیص برخورد اسپرایت‌ها، اولویت بندی نمایش اسپرایت در مواجهه با آبجکت‌های موجود در صحنه و کنترل رنگ و شدت روشنایی تمام آبجکت‌های صحنه می‌باشد.
تراشه CTIA/GTIA همچنین مسئول خواندن کلیدهای Option, Select, Start و عملیات مربوط به بلندگوی صفحه کلید در مدل‌های ۴۰۰ و ۸۰۰ است. در مدل‌های بعدی آتاری، خروجی صدای مربوط به بلندگوی صفحه کلید با خروجی تلویزیون، ترکیب گردید. این تراشه همچنین کنترل‌کننده فشردن دکمه جوی استیک نیز می‌باشد.

### تراشه POKEY
سومین تراشه پشتیبانی رایانه‌های آتاری ۸-بیت، POKEY نام دارد که مسئول خواندن صفحه کلید، تولید صدا و ارتباط از طریق درگاه سریال می‌باشد. این تراشه همچنین وظیفه کنترل تایمر، تولید اعداد تصادفی و وقفه‌ها را نیز برعهده دارد. POKEY چهار کانال صوتی نیمه مستقل دارد که هر کانال کنترلر فرکانس، نویز و صدای مربوط به خود را دارا می‌باشد. هر کانال صوتی، ۸-بیت ثبات کنترل مربوط به خود را دارد که می‌تواند محتوای صدا و نویز را انتخاب کند. برای تولید صداهای با کیفیت بالا، دو عدد از کانال‌های صوتی این تراشه می‌توانند با هم ترکیب شده تا صدای ۱۶-بیت با کیفیت بالاتر و دقیق تری را تولید نمایند. نام این تراشه (POKEY) از ترکیب دو اصطلاح POtentiometer و KEYboard (دو دستگاه مهم ورودی/خروجی رابط کاربری POKEY) به دست آمده‌است. این تراشه در دو مدل "دو هسته‌ای" و "چهار هسته‌ای" نیز موجود بود که در بسیاری از دستگاه‌های آرکید بازی ساخت شرکت آتاری در دهه ۸۰ میلادی (مانند دستگاه‌های بازی فرماندهی موشکی و آستروید دلوکس مورد استفاده قرار می‌گرفت.

## مدل‌های رایانه
- ۴۰۰ و ۸۰۰ (۱۹۷۹) — رایانه‌های اولیه در بدنه‌های نخودی رنگ قرار داشت، مدل ۴۰۰ یک صفحه کلید پرده‌ای داشت، مدل ۸۰۰ نیز دارای کلیدهای کامل، دو درگاه کارتریج و خروجی نمایشگر بود. هر دو سیستم دارای شیارهای توسعه حافظه (تا ۴۸ کیلوبایت) نیز بودند. مدل‌های پال که بعداً تولید شدند از تراشه 6502C به عنوان سی پی یو استفاده می‌کردند.
- مدل 1200XL (سال ۱۹۸۳) — دارای بدنه آلومینیومی و پلاستیک دودی جدید، ۶۴ کیلوبایت حافظه رم و فقط دو درگاه جوی استیک، کلید Help و کلیدهای عملیاتی بود.
- مدل 600XL و 800XL (سال ۱۹۸۳) — به عنوان سیستم‌های جایگزین ۴۰۰، ۸۰۰ و 1200XL معرفی شدند. مدل 600XL دارای ۱۶ کیلوبایت حافظه، نسخه پال این سیستم دارای درگاه نمایشگر، 800XL دارای ۶۴ کیلوبایت حافظه و خروجی نمایشگر بودند. هردو مدل دارای زبان برنامه‌نویسی بیسیک داخلی و یک درگاه گسترش با نام PBI بودند. مدل‌های پال که در اواخر تولید شدند با مارک 800XLF بر روی مادربورد و شامل تراشه «آتاری فردی»[۷۲] و نسخه اصلاح شده بیسیک بود.
- مدل‌های 65XE و 130XE (سال ۱۹۸۵) – در واقع مدل اصلاح شده 800XLF به همراه یک کیس و صفحه کلید جدید بود. 130XE دارای ۱۲۸ کیلوبایت حافظه رم و یک رابط کاربری کارتریج توسعه یافته (ECI) به جای درگاه سریال (PBI) بود. اولین نمونه‌های 65XE فاقد ECI یا PBI بود که البته در مدل‌های جدیدتر ECI اضافه شد. در بعضی از بازارهای کشورهای اروپایی مدل 65XE با نام 800XE به فروش می‌رفت.[۵۴]
- سیستم بازی XE (سال ۱۹۸۳) – یک کنسول بازی با رنگ بدنه نخودی روشن با یک صفحه کلید نرم و مسافرتی که کاملاً جدا از دستگاه بود.

### پیش نمونه‌ها
- مدل 1400XL – مشابه مدل 1200XL به اضافه درگاه PBI، تراشه FREDDIE، مودم داخلی و یک تراشه سینتی سایزر صوتی Votrax SC-01 که توسط شرکت آتاری لغو شد.
- مدل 1450XLD – در اصل این مدل یک 1400XL بود به همراه یک گرداننده فلاپی دیسک داخلی ¼۵ اینچ و درگاه گسترش جهت اضافه نمودن گرداننده دوم. نام رمز این مدل Dynasty بود. این دستگاه به مرحله پیش تولید رسید اما بعد از مدتی توسط جک ترامیل تولید اصلی این مدل لغو شد.
- مدل 1600XL – نام رمز این مدل Shakti بود که دارای دو تراشه ۶۵۰۲ و ۸۰۱۸۶ و دو گرداننده داخلی فلاپی دیسک ¼۵ اینچ بود.[۷۳]
- مدل 1850XL – با نام رمز Mickey که از تراشه گرافیکی Lorraine (یا همان آمیگا) استفاده می‌کرد.
- مدل 900XLF – مدل بازسازی شده 800XLF بود.
- مدل 65XEM – این مدل با تراشه سینتی سایزر صوتی AMY همراه بود که البته تولید آن لغو شد.
- مدل 65XEP – یک نسخه پرتابل از مدل 65XE به همراه گرداننده ۳٫۵ اینچ فلاپی دیسک، نمایشگر سبز کاتدی ۵ اینچ و بسته باتری بود.

## لوازم جانبی

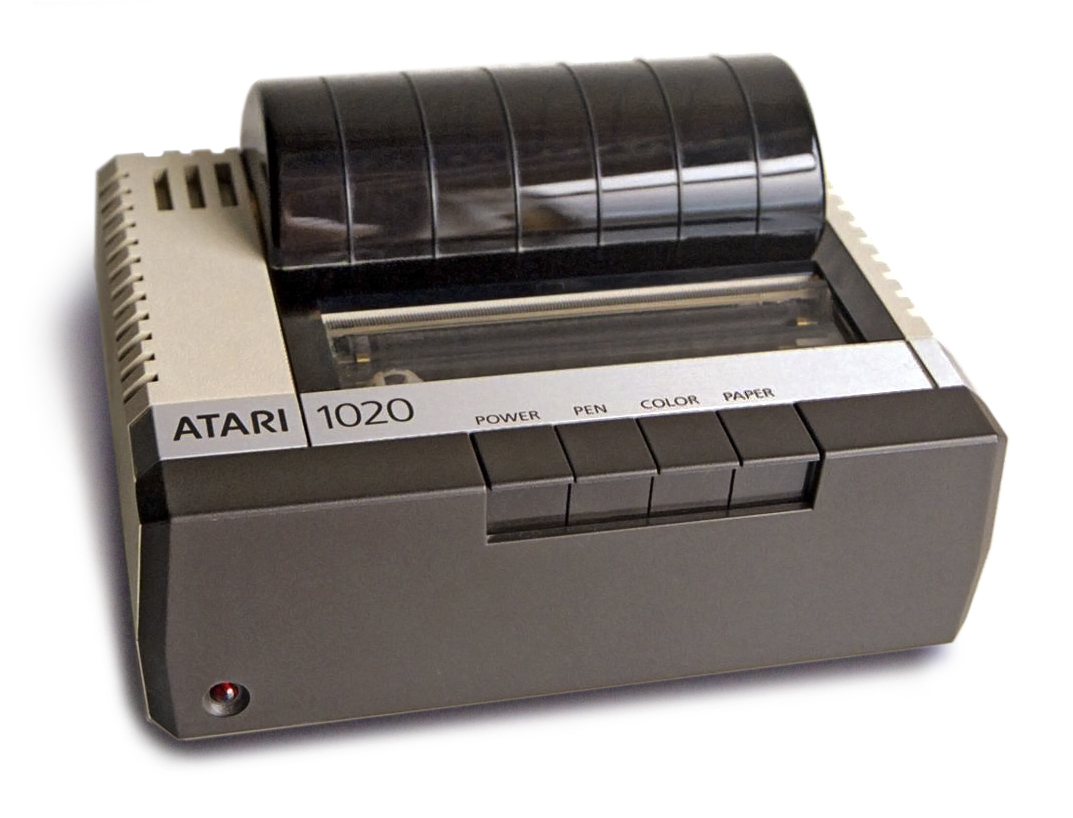
پلاتر چهار رنگ مدل آتاری ۱۰۲۰

شرکت آتاری در طول دوران حیات سری ۸-بیت تعداد زیادی لوازم جانبی برای آن‌ها تولید و عرضه کرد، که در مجموع می‌توان به موارد زیر اشاره کرد:
- تعداد زیادی گرداننده نوار کاست که همه آن‌ها مشابه هم بودند و توانایی ذخیره اطلاعات با سرعت ۶۰۰ بیت در ثانیه را بر روی یک نوار استاندارد صوتی داشتند. (برخلاف تعدادی از سیستم‌های رایانه‌ای آن زمان، رایانه‌های آتاری ۸-بیت قادر به استفاده از دستگاه‌های کاست معمولی نبودند)
- گرداننده‌های فلاپی دیسک ۵٫۲۵ اینچی گوناگون
- مدل‌های مختلف چاپگر، ماتریس سوزنی، حرارتی، پلاتر چهار رنگ
- مودم‌ها، شامل یک مدل با رابط صوتی و مدل‌های ارتباط مستقیم
- لوازم جانبی دیگر شامل یک سیستم گسترش RS-232 از شرکت «سنترونیکس»[۷۴]، صفحه کلید عددی، ماجول حافظه، تبلت لمسی و یک ماجول تصویری ۸۰ ستونی می‌باشند. تمامی این لوازم جانبی از درگاه اختصاصی سریال ورودی/خروجی آتاری استفاده می‌کردند که از این روش می‌توانستند به صورت زنجیروار و مانند یک رشته به هم متصل شوند. یک هدف اصلی شرکت آتاری از طراحی این سری، ایجاد یک محیط کاربر پسند به کمک درگاه سریال ورودی/خروجی بود. با وجود فقط یک درگاه ارتباطی، کاربران تازه‌کار به راحتی می‌توانستند اقدام به اتصال لوازم جانبی و در نهایت گسترش سیستم خود نمایند. لوازم جانبی که از طریق این درگاه به سیستم متصل می‌شدند، از یک تکنولوژی بسیار ابتدایی «پلاگ اند پلی»[۷۵] استفاده می‌کردند. هر کدام از لوازم جانبی که به سیستم متصل می‌شد یک «ID» مخصوص می‌گرفت و در هنگام بوت شدن سیستم درایورهای مورد نیاز را به رایانه منتقل می‌کرد. این لوازم جانبی هوشمند در بازار، نسبت به لوازم جانبی دیگر سیستم‌های غیرهوشمند آن زمان گرانتر بودند.

## نرم‌افزار
در ابتدا شرکت آتاری اطلاعات تکنیکی رایانه‌های ۸-بیتی خود را منتشر نکرد، این اطلاعات فقط در دسترس شرکت‌های بازی‌سازی قرار گرفت که با "حفظ اسرار" آتاری موافقت می‌کردند. نرم‌افزارهای کارتریج در ابتدا برای این رایانه بسیار کم تولید می‌شد و تبدیل به یک وسیله نایاب شده بود، در همین رابطه مجله "اینفو ورلد" در سال ۱۹۸۰ لطیفه‌ای ساخت مبنی بر اینکه "سازندگان آتاری شکاف کارتریج را برای ریختن خاکستر سیگار قرار داده‌اند!" این مجله در آستانه انتشار بازی به کاربران توصیه کرد که تار عنکبوت‌های روی شکاف کارتریج رایانه خود را تمیز کنند. این بازی قرار بود به عنوان killer app رایانه‌های آتاری محسوب گردد.
"کریس کراوفورد" بازیساز و دیگر افراد آتاری در نهایت اطلاعات ریز این رایانه‌ها را در کتاب De Re Atari منتشر کردند. در آن زمان گرافیک‌های برتر در بازی‌ها باعث گردید تا این محصولات بر بازار نرم‌افزارهای اپل ۲ و آتاری برتری یابند. در سال ۱۹۸۴ کتابی منتشر گردید که به‌طور خلاصه و در ۱۹۸ صفحه اقدام به مقایسه بازی‌ها نموده بود.

### سیستم عامل

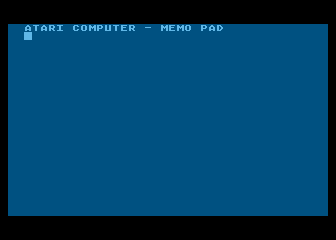
صفحه آغاز به کار آتاری ۸-بیت بدون هیچگونه برنامه بارگذاری شده. این ویرایشگر که Memo Pad نام دارد به کاربر اجازه می‌دهد متن خود را مستقیم بر روی صفحه تایپ نماید.

رایانه‌های آتاری ۸-بیت همراه با سیستم عامل داخلی درون حافظه رام، تولید می‌شدند. مدل‌های آتاری ۴۰۰ و ۸۰۰ شامل سیستم عامل‌های زیر بودند:
- سیستم عامل بازبینی شده A - تعداد ۳ تراشه (۱۰ کیلوبایت رام) در رایانه‌های اولیه استفاده شد.
- سیستم عامل بازبینی شده B - تعداد ۳ تراشه (۱۰ کیلوبایت رام) همراه با اصلاح مشکلات نرم‌افزاری در اغلب رایانه‌های آتاری ۴۰۰ و ۸۰۰ استفاده شد.

تمام مدل‌های آتاری XL و XE دارای سیستم عامل اصلاح شده بودند تا کاربر بتواند از قابلیت‌های سخت افزاری این مدل‌ها بهره کامل را ببرد. اما این اصلاحات باعث عدم سازگاری نرم‌افزارها با مدل‌های قدیمی تر می‌شد، شرکت آتاری برای حل این مشکل اقدام به عرضه Translator Disk بر روی فلاپی دیسک نمود که کاربران مدل‌های XL و XE با بارگذاری آن در واقع سیستم عامل‌های A و B مدل‌های ۴۰۰ و ۸۰۰ را در سیستم خود اجرا می‌کردند و مشکل عدم سازگاری با این روش حل می‌گردید. سیستم عامل مدل‌های XL و XE به شرح زیر می‌باشند:
- سیستم عامل بازبینی شده ۱۰ - تعداد ۲ تراشه (۱۶ کیلوبایت رام) برای مدل 1200XL
- سیستم عامل بازبینی شده ۱۱ - تعداد ۲ تراشه (۱۶ کیلوبایت رام) برای مدل 1200XL با اصلاح مشکلات نرم‌افزاری
- سیستم عامل بازبینی شده ۱ - (۱۶ کیلوبایت رام) برای مدل 600XL
- سیستم عامل بازبینی شده ۲ - (۱۶ کیلوبایت رام) برای مدل 800XL
- سیستم عامل بازبینی شده ۳ - (۱۶ کیلوبایت رام) برای مدل 800XE و 130XE
- سیستم عامل بازبینی شده ۴ - ۳۲ کیلوبایت رام (۱۶ کیلوبایت سیستم عامل + ۸ کیلوبایت بیسیک + ۸ کیلوبایت Missile Command) برای مدل XEGS

مدل‌های XL و XE که بعد از 1200XL تولید شدند دارای حافظه رام حاوی آتاری بیسیک داخلی بودند. کاربر می‌توانست در هنگام آغاز به کار سیستم با فشردن کلید نقره‌ای رنگ OPTION این عملیات را متوقف کند.